# FtsA
FtsA, pour « filamentous temperature sensitive A », est une protéine bactérienne similaire à l'actine des eucaryotes.
L'une de ses fonctions est de permettre l'ancrage des polymères de FtsZ au niveau de l'anneau de division lors de la division cellulaire des procaryotes en fournissant de l'énergie apportée par l'hydrolyse de molécules d'ATP.